# Saint-Vincent-Cramesnil
Saint-Vincent-Cramesnil – miejscowość i gmina we Francji, w regionie Normandia, w departamencie Sekwana Nadmorska.
Według danych na rok 1990 gminę zamieszkiwało 466 osób, a gęstość zaludnienia wynosiła 98 osób/km² (wśród 1421 gmin Górnej Normandii Saint-Vincent-Cramesnil plasuje się na 477. miejscu pod względem liczby ludności, natomiast pod względem powierzchni na miejscu 706.).